# Zaynab bint Jahsh

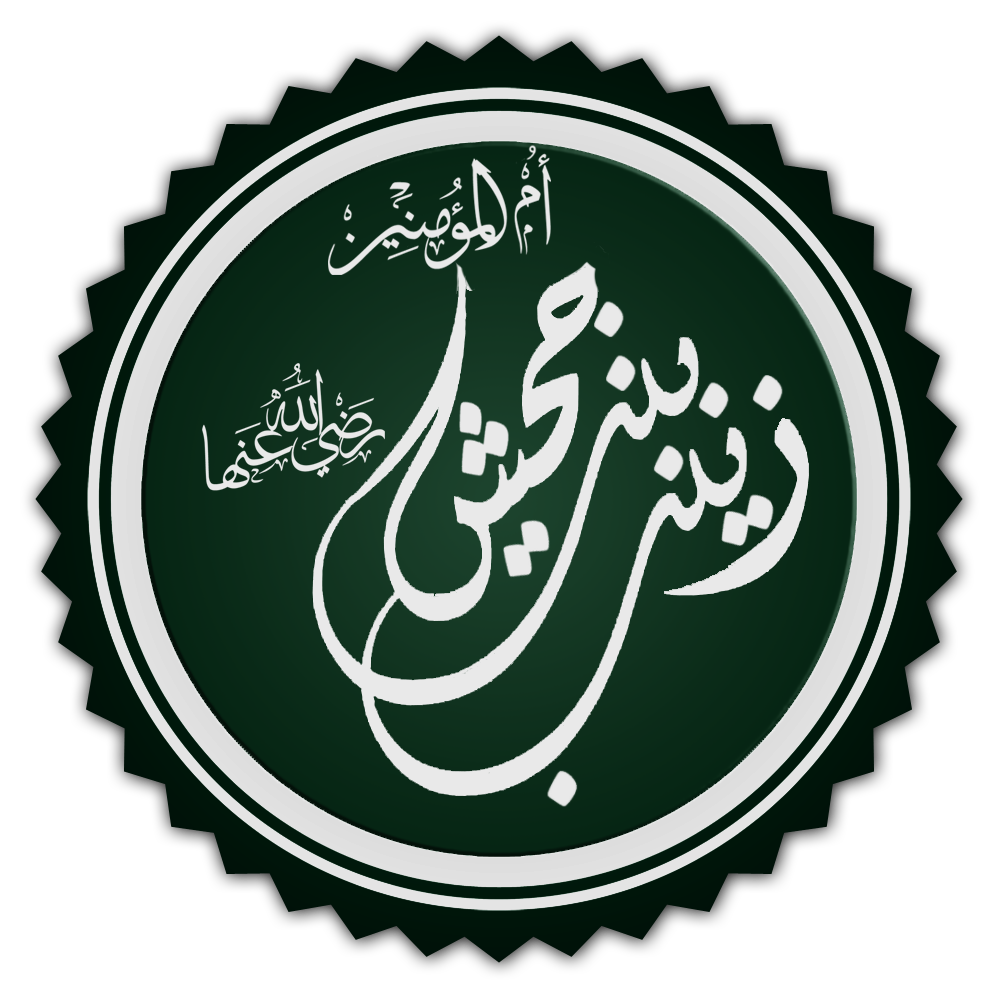
Zaynab in het Arabisch.

Zaynab bint Jahsh (Arabisch: زينب بنت جحش) (omstreeks ca. 590 - 641) was Mohammads zevende vrouw. Zoals alle andere vrouwen van Mohammed wordt zij derhalve tot de Ummu l-Mu'minin ("moeders der gelovigen") gerekend.
Zaynab was een dochter van Jahsh ibn Riyab, een immigrant van een stam die zich in Mekka had gevestigd onder bescherming van de Omajjaden-clan. Haar moeder was Umayma bint Abd al-Muttalib, een lid van de Hashim-clan van de Qoeraisj-stam en een zus van Mohammeds vader. Dit maakte Zaynab een volle nicht van Mohammed.

## Huwelijken

### Eerste huwelijk
Zaynab was waarschijnlijk getrouwd voor de komst van de islam. De naam van de echtgenoot is onbekend, maar hij was al overleden voor de Hidjra in 622. Zaynab was moslim tijdens de Hidjra en emigreerde samen met haar broer Abdullah naar Medina.

### Huwelijk met Zayd

#### Omstandigheden omtrent het huwelijk
Rond 625 stelde Mohammed aan Zaynab voor met zijn geadopteerde zoon Zayd ibn Harithah te trouwen. Zayd was als kind ontvoerd door slavendrijvers. Hij werd gekocht voor Mohammeds vrouw Khadija, die hem schonk aan Mohammed als huwelijksgeschenk. Na een aantal jaar liet Mohammed hem vrij en nam hem aan als zijn geadopteerde zoon.
Zaynab weigerde aanvankelijk met Zayd te trouwen door te zeggen dat ze een weduwe van de Qoeraisj is. Waarschijnlijk vond ze dat ze van een te hoge klasse afkomstig was om met een voormalige slaaf te trouwen. Nadat Mohammed Soera De Partijscharen aya 36 van de Koran verkondigde, ging Zaynab overstag.
Het past een gelovige man en een gelovige vrouw niet, wanneer Allah en Zijn gezant iets beslist hebben, nog de vrije keus te hebben in hun beschikking. En wie Allah en Zijn gezant trotseert, dwaalt duidelijk.

#### Omstandigheden omtrent de scheiding
De historicus Ibn Sa'd heeft een incident beschreven waarbij Mohammed naar Zayds huis ging. Zayd was niet thuis maar zijn vrouw Zaynab wel. Zaynab vroeg Mohammed naar binnen te komen maar hij weigerde dit. Mohammed draaide zich om en zei: "Glorie zij Allah de Grote! Glorie zij aan Degene die de harten doet keren." Toen Zayd thuiskwam vertelde Zaynab wat er gebeurd was. Hij vroeg zich af of Mohammed op Zaynab viel en zei dat hij van haar zou scheiden. Mohammed zei dat Zayd Zaynab als vrouw kon houden. Toch scheidde Zayd van Zaynab.
Ook de historicus al-Tabari heeft dit incident beschreven. In zijn beschrijving werd het gordijn dat fungeerde als Zaynabs voordeur door een windvlaag opzij geblazen waardoor Zaynab te zien was terwijl ze slechts een hemd aanhad. Ze kleedde zich snel aan en informeerde Mohammed dat Zayd niet thuis was maar dat Mohammed wel welkom was. Mohammed weigerde naar binnen te gaan. Hij zei: "Alle lof zij Allah, die de harten omkeert!" en vertrok.

### Huwelijk met Mohammed

#### Voorbereidingen tot het huwelijk
Mohammed verwachtte kritiek te krijgen als hij met Zaynab zou trouwen. In de pre-islamitisch periode werd het huwelijk tussen een man en de voormalige echtgenote van zijn geadopteerde zoon afgekeurd. Een geadopteerde zoon werd als een ware zoon gezien waardoor het als incest werd gezien met diens voormalige echtgenote te trouwen. Mohammed "hield in zichzelf" het idee dat hij met Zaynab zou kunnen trouwen zoals beschreven in Soera De Partijscharen vers 37. In hetzelfde vers staat dat Allah Mohammed met Zaynab heeft laten trouwen zodat de gelovigen zullen zien dat het toegestaan is met de voormalige echtgenote van je geadopteerde zoon te huwen.
Toen jij tot hem, aan wie Allah weldaden geschonken heeft en aan wie jij weldaden geschonken hebt, zei: "Houd jouw vrouw bij je en vrees God" en jij in jezelf verborgen hield wat Allah toch openbaar zou maken en jij voor de mensen vreesde, hoewel het Allah met meer recht toekomt dat jij Hem vreest? Toen Zaid de omgang met haar had beëindigd, hebben Wij haar tot jouw echtgenote gemaakt, opdat er voor de gelovigen geen belemmering zou zijn met betrekking tot de echtgenotes van hun aangenomen zonen, als dezen de omgang met haar beëindigd hebben. Gods beschikking wordt uitgevoerd.
Na het huwelijk begon Mohammed de bestaande Arabische normen af te wijzen. Als gevolg hiervan werd de wettelijke status van adoptie niet meer erkend in de islam. Zayd heette voortaan Zayd ibn Harithah in plaats van Zayd ibn Mohammed, zoals hij voor zijn adoptie heette. In Soera De Partijscharen vers 4 en 5 wordt opgeroepen geadopteerde zonen naar hun biologische vaders te noemen.
Allah heeft voor een man niet twee harten in zijn binnenste gemaakt. En Hij heeft jullie echtgenotes van wie jullie je scheiden [door uit te spreken dat zij als jullie moeders zijn] niet [werkelijk] tot jullie moeders gemaakt. En Hij heeft jullie aangenomen zonen niet [werkelijk] tot jullie zonen gemaakt. Dat is wat jullie met jullie monden zeggen. Maar Allah zegt de waarheid en Hij leidt op de juiste weg. Noemt hen naar hun vaders; dat is rechtmatiger bij God. Maar als jullie hun vaders niet kennen, dan zijn zij jullie broeders in de godsdienst en jullie beschermelingen. Wat jullie daarbij per ongeluk fout doen is voor jullie geen overtreding, maar wel wat jullie uit de grond van jullie harten en opzettelijk doen. En Allah is vergevend en barmhartig.

#### Bruiloft
Mohammed trouwde met Zaynab zodra de wachttijd na haar scheiding verstreken was, op 27 maart 627.
Hij gaf haar een bruidsschat van 400 dirham. Later organiseerde hij een huwelijksbanket voor haar en slachtte een schaap. Volgens Anas ibn Malik waren er meer dan 70 gasten en was er voor geen van Mohammeds andere vrouwen zo'n groot banket georganiseerd.
Daarnaast vertelt hij hoe Mohammed wegging naar de huizen van zijn andere vrouwen. Toen hij terugkwam zag hij dat er nog steeds twee gasten in het huis zaten. Toen deze gasten vertrokken waren, kondigde hij een nieuwe aya van de Koran af, namelijk Soera De Partijscharen vers 53.
Jullie die geloven! Gaat de huizen van de profeet slechts binnen als aan jullie toestemming is gegeven om [mee] te eten maar zonder [van tevoren te gaan] wachten tot het klaar is. Maar wanneer jullie uitgenodigd worden, gaat dan binnen. En wanneer jullie gegeten hebben gaat dan weer uit elkaar zonder te blijven praten; daarmee vallen jullie de profeet lastig en dan schaamt hij zich voor jullie, maar Allah schaamt zich niet voor de waarheid. En als jullie haar [ de vrouwen van de profeet] iets om te gebruiken vraagt, vraagt haar dat dan van achter een afscheiding. Dat is reiner voor jullie harten en haar harten. Het past jullie niet Gods gezant lastig te vallen, noch dat jullie ooit na hem met zijn echtgenotes trouwt. Dat is bij Allah afschuwelijk.

#### Latere leven
Na Mohammeds dood verliet Zaynab nooit meer Medina.
Ze bleef werken als leerlooier en gaf al haar winst weg als liefdadigheid. Zelfs toen Omar haar een pensioen van 12.000 dirham stuurde, gaf Zaynab het allemaal weg aan verwanten en een aantal arme families. Bij haar dood konden erfgenamen niet een munt in haar huis vinden.